# Pseudoglomus
Pseudoglomus is een geslacht van tweekleppigen uit de  familie van de Malletiidae.

## Soorten
- Pseudoglomus fragilis F. R. Bernard, 1989
- Pseudoglomus inaequilateralis (E. A. Smith, 1885)
- Pseudoglomus pompholyx (Dall, 1889)